# Lutra bravardi
Lutra bravardi — вимерлий вид видр (Lutra). Скам'янілості представляють четвертинний період Франції (1 колекція), пліоцен Франції (1), Угорщини (1), Словаччини (1).